# 방학 대소동

《방학 대소동》, 원제 《리세스》(Recess)는 폴 저메인과 조 앤솔라비히어(마케팅 자료 및 최신 시리즈 타이틀 카드에 "Paul and Joe"로 표시됨)가 제작하고 디즈니 텔레비전 애니메이션에서 제작한 미국 애니메이션 TV 시리즈이다. 이 애니메이션은 그림샘, 애니비전, 플러스 원 애니메이션, 선우애니메이션, 툰시티에서 제작했다. 이 시리즈는 6명의 초등학생과 다른 급우 및 교사와의 상호 작용에 중점을 둔다. 제목은 북미의 교육 전통에 따라 학생들이 수업을 듣지 않고 학교 운동장 밖에 있는 일일 일정 중 쉬는 시간을 나타낸다. 쉬는 시간 동안 아이들은 정규 학교를 배경으로 정부와 학급 구조를 갖춘 자신만의 사회를 형성한다.
리세스는 1997년 9월 13일 ABC (미국의 방송사)에서 디즈니의 원 새터데이 모닝 블록(이후 ABC 키즈)의 일부로 초연되었다. 이 시리즈는 총 65개의 30분짜리 에피소드와 6개의 시즌으로 2001년 11월 5일에 끝났다. 시리즈의 성공과 지속적인 매력으로 인해 이 시리즈는 ABC의 자매 채널인 툰 디즈니(나중에 디즈니 XD가 됨) 및 디즈니 채널을 비롯한 수많은 채널에 배포되었다.
2001년에 월트 디즈니 픽처스는 시리즈를 기반으로 한 연극 영화인 방학 대소동 - 여름방학 구출작전(Recess: School's Out)을 개봉했다. 같은 해 리세스 크리스마스: 미라클 온 써드 스트리트(Recess Christmas: Miracle on Third Street)라는 제목의 직접적인 비디오 두 번째 영화가 이어졌다. 2003년에는 리세스 올 그로우드 다운(Recess: All Growed Down)과 리세스 테이크 더 피프스 그레이드(Recess: Take the Fifth Grade)라는 두 편의 비디오 직접 영화가 더 개봉되었다. 이 캐릭터는 2006년 릴로와 스티치(Lilo & Stitch: The Series)의 크로스오버 에피소드에서 마지막으로 등장했다.